# Libelu - Abaixo a Ditadura
Libelu - Abaixo a Ditadura é um documentário brasileiro de 2020, dirigido por Diógenes Muniz, sobre a trajetória da tendência estudantil trotskista Liberdade e Luta, que combateu a Ditadura Militar e resgatou a palavra de ordem "Abaixo a Ditadura" na segunda metade dos anos 1970.

## Sinopse
O documentário conta a história dos jovens que se engajaram na reorganização do movimento estudantil após a derrota da luta armada no país e combateram o regime militar brasileiro na segunda metade dos anos 1970 e início dos anos 1980. Impulsionados por uma organização clandestina trotskista, a Organização Socialista Internacionalista, os libelus eram vistos como culturalmente mais arejados do que o restante do movimento estudantil da época. 
O filme entrevista 20 ex-libelus, entre eles o ex-ministro Antonio Palocci Filho, o jornalista Reinaldo Azevedo, o crítico gastronômico Josimar Melo, a jornalista Laura Capriglione, o diretor executivo da CUT Júlio Turra Filho e o dirigente trotskista Markus Sokol.

## Lançamento
O filme teve sua estreia na 25ª edição do É Tudo Verdade, onde acabou vencedor do prêmio de melhor documentário.